# Monoctonus fotedari
Monoctonus fotedari är en stekelart som beskrevs av Bhagat 1981. Monoctonus fotedari ingår i släktet Monoctonus och familjen bracksteklar. Inga underarter finns listade i Catalogue of Life.